# Steenbergen
Steenbergen ( udtale ?) er en kommune og en by i den sydlige provins Noord-Brabant i Nederlandene. 
- Wikimedia Commons har flere filer relateret til Steenbergen

51°35′N 4°15′Ø / 51.58°N 4.25°Ø